# きつねめん
きつねめんとは、山形県鶴岡市の菓子店で作られている伝統銘菓。きつねのお面を5つの台形に並べた型に、小豆粉と砂糖を混ぜて作る諸越（もろこし）で、鶴岡市内の菓子店が縁起菓子として製造販売している。

## 概要
菓子製造の由来は、天保11年（1840年）、徳川幕府による「三方領知替え」の幕命発令までさかのぼることができる。当時、幕府は「庄内藩酒井家」を長岡に、「長岡藩牧野家」を川越に、「川越藩松平家」を庄内に移す幕命を発令したが、酒井家の転封に対して強固に反対した庄内の農民たちが連日大集会を開き、幕閣や諸大名に対して直訴嘆願などの行動を起こした結果、幕命は取り消された。藩主がそのまま「居成り」になったという慶事から、領民たちが城下の菓子商に依頼して「居成り」を「稲荷」と置き換え、稲荷神社のシンボルであるきつねの面を模った小豆の打ち菓子を作り、藩主に献上したのがはじまりとされている。現在でも、鶴岡市内の菓子店では「おきつねはん」あるいは「きつねめん」という名で、縁起菓子として販売している。庄内地方では、この史実を「天保の義民」と呼び、後世に語り継いでいる。また、鶴岡市出身の直木賞作家藤沢周平も歴史小説『義民が駆ける』を発表している。